# Incêndios na ilha da Madeira em agosto de 2016
Os incêndios na ilha da Madeira em agosto de 2016 foram um conjunto de incêndios que deflagraram em diferentes localidades, destruindo áreas florestais e urbanas. Tiveram início no dia 8 de agosto de 2016, primeiramente como incêndios florestais e, posteriormente, evoluindo e ameaçando a área urbana, principalmente na cidade do Funchal. Em 9 de agosto, o avanço dos incêndios obrigou o governo da Região Autónoma da Madeira a ativar o Plano Regional de Emergência de Proteção Civil, tendo estado operacional até 16 de agosto.
Foi confirmada a autoria criminosa de parte dos incêndios, tendo sido feitas três detenções pela Polícia Judiciária. Também, as condições meteorológicas adversas, que se registaram na região durante o início dos incêndios, agilizaram a propagação das chamas e dificultaram o trabalho de extinção das mesmas, por parte das forças de proteção civil e de alguns populares. No total, os incêndios na Madeira fizeram três mortos, dois feridos graves e cerca de mil deslocados, levando ainda centenas de pessoas a recorrer a unidades de saúde, devido à inalação de fumos. Quanto às infraestruturas, tanto privadas quantos públicas, os prejuízos calculados alcançam os cerca de 61 milhões de euros apenas no Funchal, a área urbana mais afetada pelos incêndios, que teve mais de três centenas de edifícios danificados.

## Causas
Em 4 de agosto de 2016, o Instituto Português do Mar e da Atmosfera (IPMA) deu um aviso de alerta "Laranja" para a ilha da Madeira, prevendo que a região iria estar, entre os dias 5 a 9 de agosto, sob a influência direta de uma massa de ar tropical continental, quente e seco, acompanhada por humidade relativa muito baixa — em particular acima de 200/300 metros de altitude — e com vento moderado a forte, com rajadas da ordem de 70 a 80 quilómetros por hora.
No dia 8 de agosto, os primeiros incêndios foram detetados em áreas florestais, tendo-se recorrido aos bombeiros e à proteção civil para ajudar a combater as chamas. Contudo, as condições meteorológicas, associadas à dificuldade de acesso aos locais de origem dos fogos, tornaram o combate aos incêndios mais difícil do que o normal, potenciando o alastramento das chamas a uma área cada vez mais difusa. O diretor do Observatório Meteorológico do Funchal, Vítor Prior, referiu que uma situação atmosférica com tais características — altas temperaturas, vento forte e humidade muito baixa — assim prolongada, com a duração de cinco ou seis dias, apenas se registou na ilha em agosto de 1976. Ainda assim, a temperatura média em 1976 foi mais baixa, 25,5 °C, do que a que se registou nestes dias de 2016, que atingiu a média de 29,6 °C.
Quanto ao fator que originou os incêndios, o presidente do governo regional, Miguel Albuquerque, declarou suspeitar de mão criminosa no incêndio na capital da região, dizendo "[t]udo indica que foi fogo posto”. Nesse mesmo dia, foi detido um indivíduo do sexo masculino de 24 anos, suspeito de ter ateado o fogo que lavrava as zonas altas da cidade do Funchal.
O incendiário foi condenado a 12 anos pelo crime de incêndio florestal agravado pelo resultado e em três anos pelo crime de homicídio negligente grosseiro tendo, em cúmulo jurídico, sido aplicada a pena de 14 anos de prisão.
Foi ainda entendido que o arguido não atuou para causar as mortes, mas a sua negligência acabou por provocá-las pelo que o Tribunal considerou que bastava uma morte para haver negligência grosseira, a qual "abarca as outras mortes".
O coletivo de juízes remeteu para a parte cível a resolução das indemnizações que ultrapassam os 100 mil de euros porque o arguido não podia ficar à espera que os lesados fizessem a prova da propriedade das casas destruídas.

## Municípios afetados

### Calheta
Na Calheta há duas frentes, uma no Arco da Calheta e outra no Paul da Serra, de incêndio florestal, que tiveram início em 9 de agosto de 2016 e, além da floresta, também ameaça áreas habitacionais.

### Funchal
Na segunda-feira, dia 8 de agosto de 2016, às 15h30, foi detetado um incêndio numa área de mato e floresta no sítio da Alegria, na freguesia de São Roque, Funchal. O local inicial do incêndio situava-se nas chamadas zonas altas do Funchal, no limite com a área semiurbana da cidade — uma área mista de residências e floresta —, a uma altitude de 600 metros. Um cenário de condições adversas para o combate ao incêndio, como a pouca humidade do ar, as temperaturas de 37 °C e as rajadas de vento na ordem dos 70 quilómetros/hora, fez com que as chamas se alastrassem, no decorrer do dia, para as áreas habitacionais e para a freguesia vizinha de Santo António, obrigando à evacuação dos habitantes destas zonas.  Entretanto, um jovem de 24 anos, com antecedentes por fogo posto, foi detido como suspeito de ter ateado o fogo.
Durante a noite, o vento forte agravou de forma significativa o incêndio, alastrando-se novamente para a zona habitacional de São Roque, para as encostas da ribeira da Fundoa, para o Parque Ecológico do Funchal e para o Monte. Na manhã de terça-feira, foi ativado o Plano Municipal de Emergência e foram retirados 234 doentes do Hospital dos Marmeleiros, registando-se ainda nesse período cerca de 200 pessoas evacuadas no Regimento de Guarnição N.º 3 e oito corporações de bombeiros envolvidas no combate aos incêndios.
O estado meteorológico permitiu a contínua expansão do fogo, pela encosta e pelas ribeiras abaixo, tendo atingindo a baixa e o centro da cidade, ao entardecer. Por volta das 22h00, o presidente do governo regional, Miguel Albuquerque, reconheceu que "a força do vento trouxe de facto uma situação complicada", depois de ter dito, seis horas antes, que pensava que a situação estava controlada. Ao fim da noite, o balanço do governo regional era de 600 pessoas retiradas das suas casas, de hospitais e de hotéis, 36 casas ardidas e dois feridos graves devido a queimaduras, tendo sido confirmado uma vítima mortal, já na madrugada de quarta-feira. Além disso, registam-se ainda aproximadamente 200 pessoas assistidas no hospital central por inalação de fumo, um outro hospital evacuado (Hospital João de Almada), várias fábricas e quintas históricas destruídas e hotéis evacuados.
A área ardida no Funchal foi de 1 666 hectares, cerca de 22% do território total do município, e, segundo estimativa da Câmara Municipal, os prejuízos ascendem aos 61 milhões de euros. Deste montante, 36 milhões de euros contemplam os danos em 300 edifícios privados, sejam moradias ou prédios de comércio e serviços, de entre os quais 177 ficaram completamente destruídos e 123 apenas parcialmente. Os outros 25 milhões foram em estragos em infraestruturas municipais.

### Ponta do Sol
No dia 8 de agosto de 2016, deflagrou um incêndio florestal na serra da freguesia dos Canhas, Ponta do Sol, que se propagou para o Paul da Serra, durante a tarde do dia seguinte. Além dos danos florestais, regista-se também a destruição pelas chamas de um restaurante, na referida freguesia.

### Ribeira Brava
Um incêndio florestal teve início em 8 de agosto de 2016 na freguesia de Campanário, Ribeira Brava, tendo estado a consumir a serra desta freguesia há mais de vinte e quatro horas.

## Ajuda a nível nacional
Após acionar o plano de emergência ao governo central, pedindo reforços para ajudar a combater os incêndios, o primeiro-ministro António Costa acedeu, decidindo enviar uma força especial constituída por 36 profissionais: dez bombeiros, dez elementos da Força Especial Bombeiros (FEB) da Autoridade Nacional de Proteção Civil (ANPC), dez elementos do Grupo de Intervenção Proteção e Socorro da GNR (GIPS), cinco elementos do Instituto Nacional de Emergência Médica (INEM) e três elementos de apoio da ANPC. Contudo, mais tarde decidiu reforçar esta força com mais elementos, perfazendo um total de 110 operacionais. Além disso, o governo mobilizou elementos do Regimento de Sapadores Bombeiros de Lisboa, fazendo ainda parte das equipas outros bombeiros voluntários e profissionais, assim como médicos, enfermeiros e psicólogos do INEM, e, também, enviou equipamento de ajuda ao combate.
Em solidariedade com a situação vivida na Madeira, governo regional dos Açores, na voz de Vasco Cordeiro, disponibilizou meios da proteção civil e dos bombeiros para prestar auxílio no combate às chamas. Assim, na madruga do dia 10 de agosto, chegaram à ilha da Madeira 30 operacionais açorianos, que compõem cinco equipas de seis elementos cada: 19 bombeiros da corporação da ilha de São Miguel, 9 da ilha Terceira, o vice-presidente e o inspetor-coordenador do Serviço Regional de Proteção Civil e Bombeiros dos Açores.